# Гулльспонг (комуна)
Комуна Гулльспонг (швед. Gullspångs kommun) — адміністративно-територіальна одиниця місцевого самоврядування, що розташована в лені Вестра-Йоталанд у південно-західній Швеції.
Гулльспонг 174-а за величиною території комуна Швеції. Адміністративний центр комуни — місто Гува.

## Населення
Населення становить 5 221 чоловік (станом на вересень 2012 року). 
| Кількість населення комуни Гулльспонг за 1810-2010 роки | Кількість населення комуни Гулльспонг за 1810-2010 роки | Кількість населення комуни Гулльспонг за 1810-2010 роки | Кількість населення комуни Гулльспонг за 1810-2010 роки | Кількість населення комуни Гулльспонг за 1810-2010 роки |
| ------------------------------------------------------- | ------------------------------------------------------- | ------------------------------------------------------- | ------------------------------------------------------- | ------------------------------------------------------- |
| Рік                                                     |                                                         |                                                         | Населення                                               |                                                         |
| 1810                                                    | 1810                                                    |                                                         | 4 428                                                   | 4 428                                                   |
| 1850                                                    | 1850                                                    |                                                         | 7 275                                                   | 7 275                                                   |
| 1900                                                    | 1900                                                    |                                                         | 7 236                                                   | 7 236                                                   |
| 1950                                                    | 1950                                                    |                                                         | 7 383                                                   | 7 383                                                   |
| 1970                                                    | 1970                                                    |                                                         | 7 023                                                   | 7 023                                                   |
| 1980                                                    | 1980                                                    |                                                         | 6 685                                                   | 6 685                                                   |
| 1990                                                    | 1990                                                    |                                                         | 6 448                                                   | 6 448                                                   |
| 2000                                                    | 2000                                                    |                                                         | 5 911                                                   | 5 911                                                   |
| 2010                                                    | 2010                                                    |                                                         | 5 291                                                   | 5 291                                                   |
| Джерело: SCB                                            |                                                         |                                                         |                                                         |                                                         |

## Населені пункти
Комуні підпорядковано 4 міські поселення (tätort) та низка сільських, більші з яких:
- Гува (Hova)
- Гулльспонг (Gullspång)
- Оттербекен (Otterbäcken)
- Скаґерсвік (Skagersvik)
- Ґордше (Gårdsjö)

## Галерея

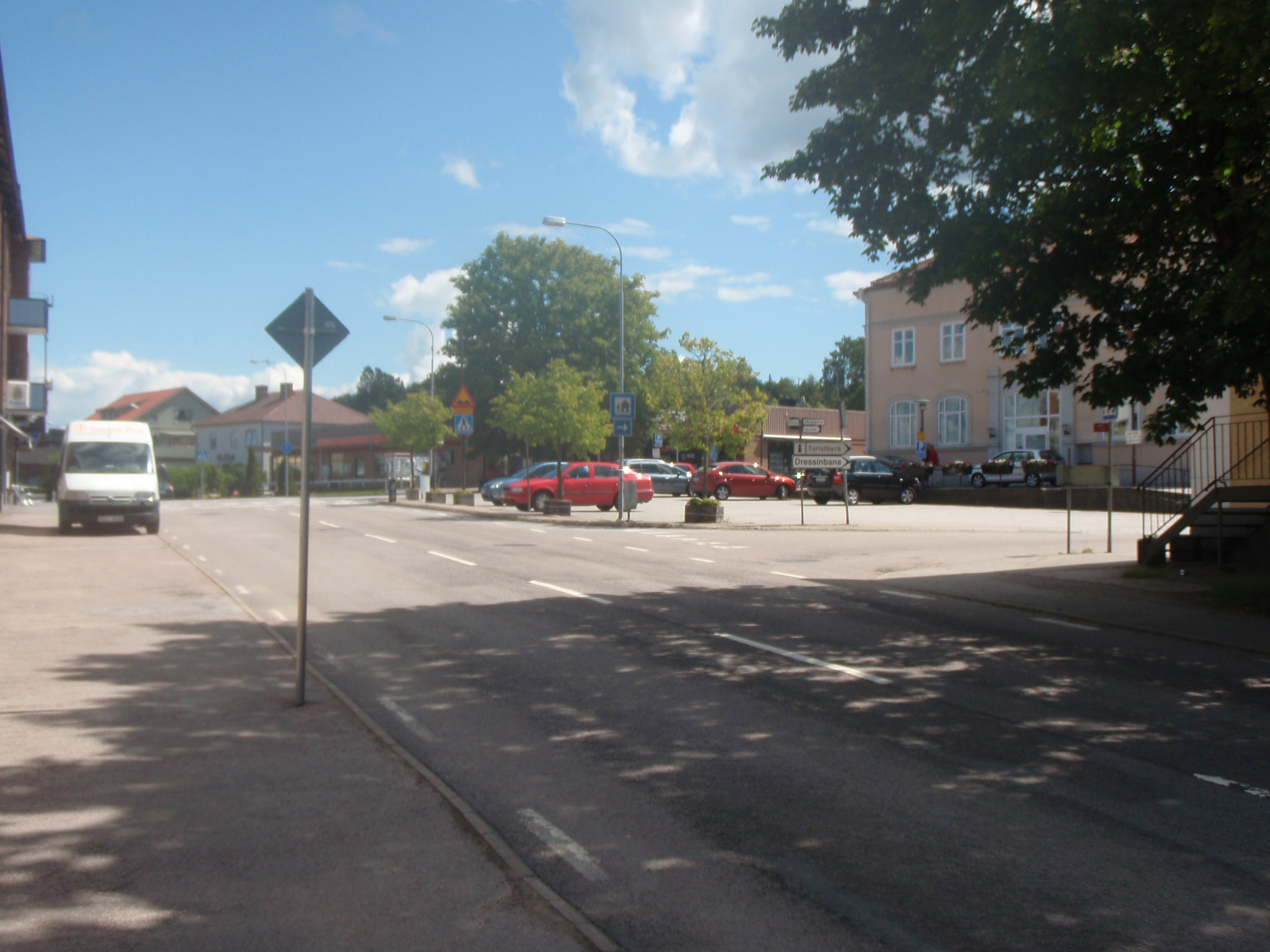
Гулльспонг
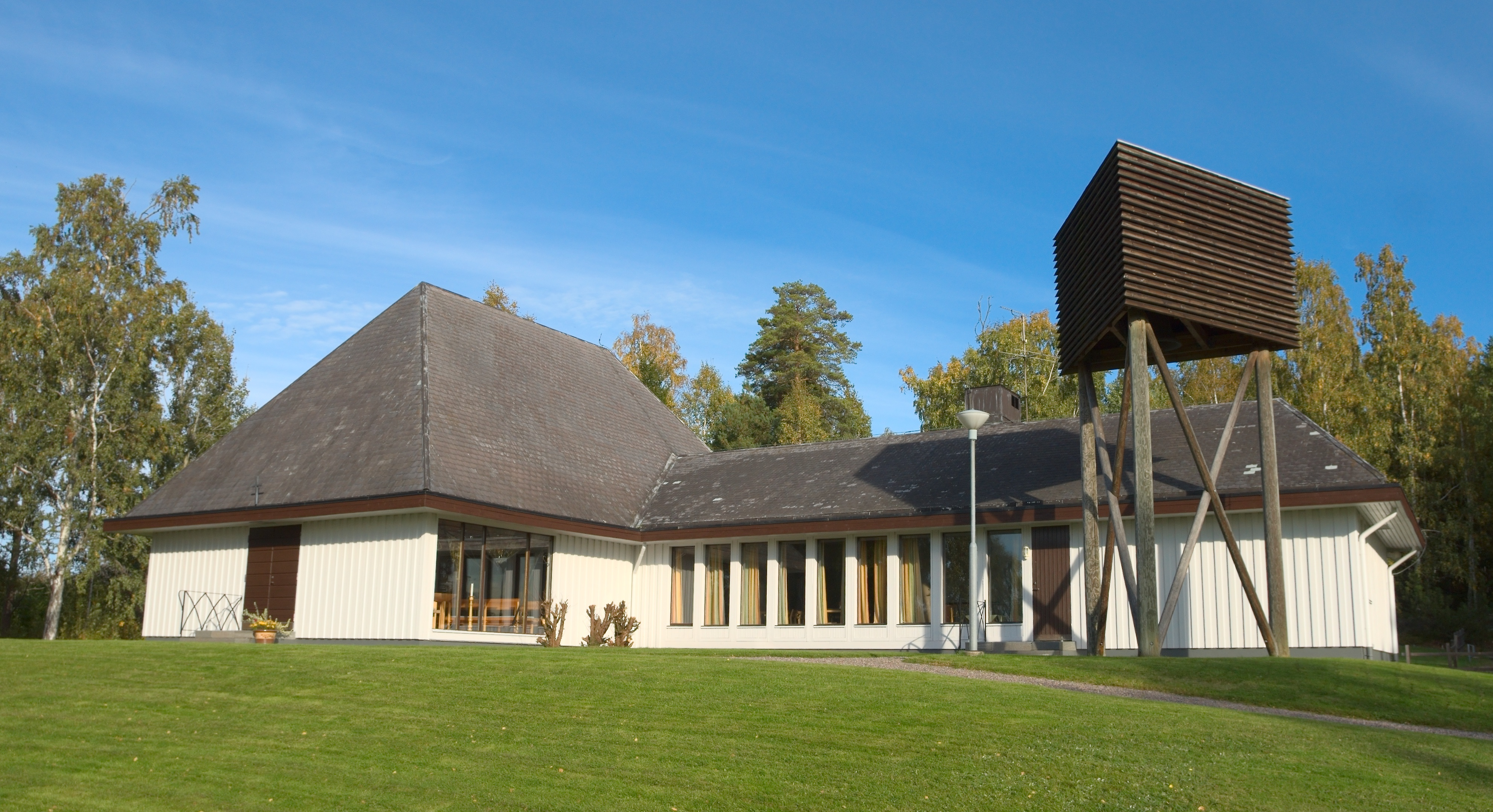
Церква (Оттербекен)
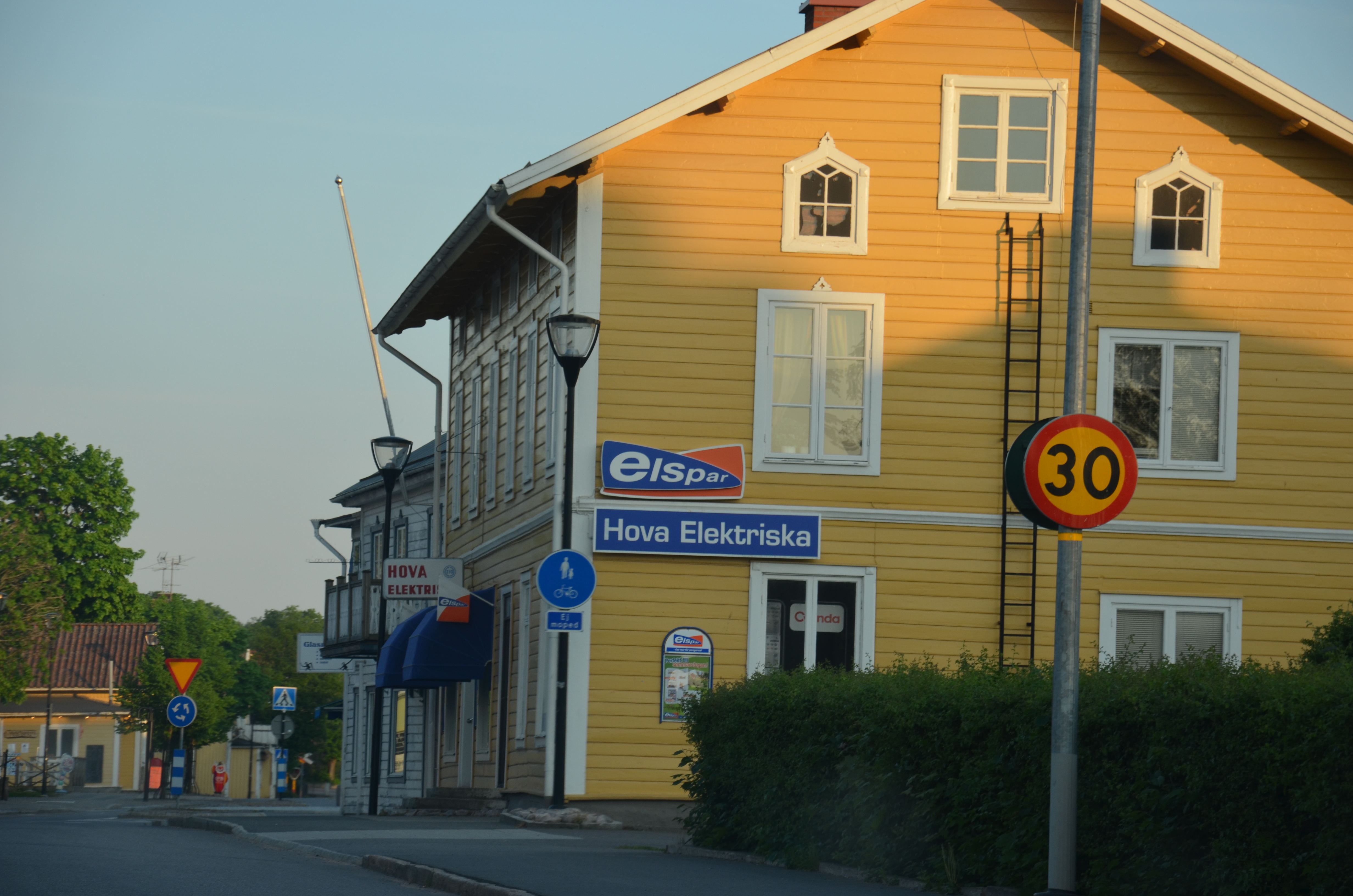
Містечко Гува
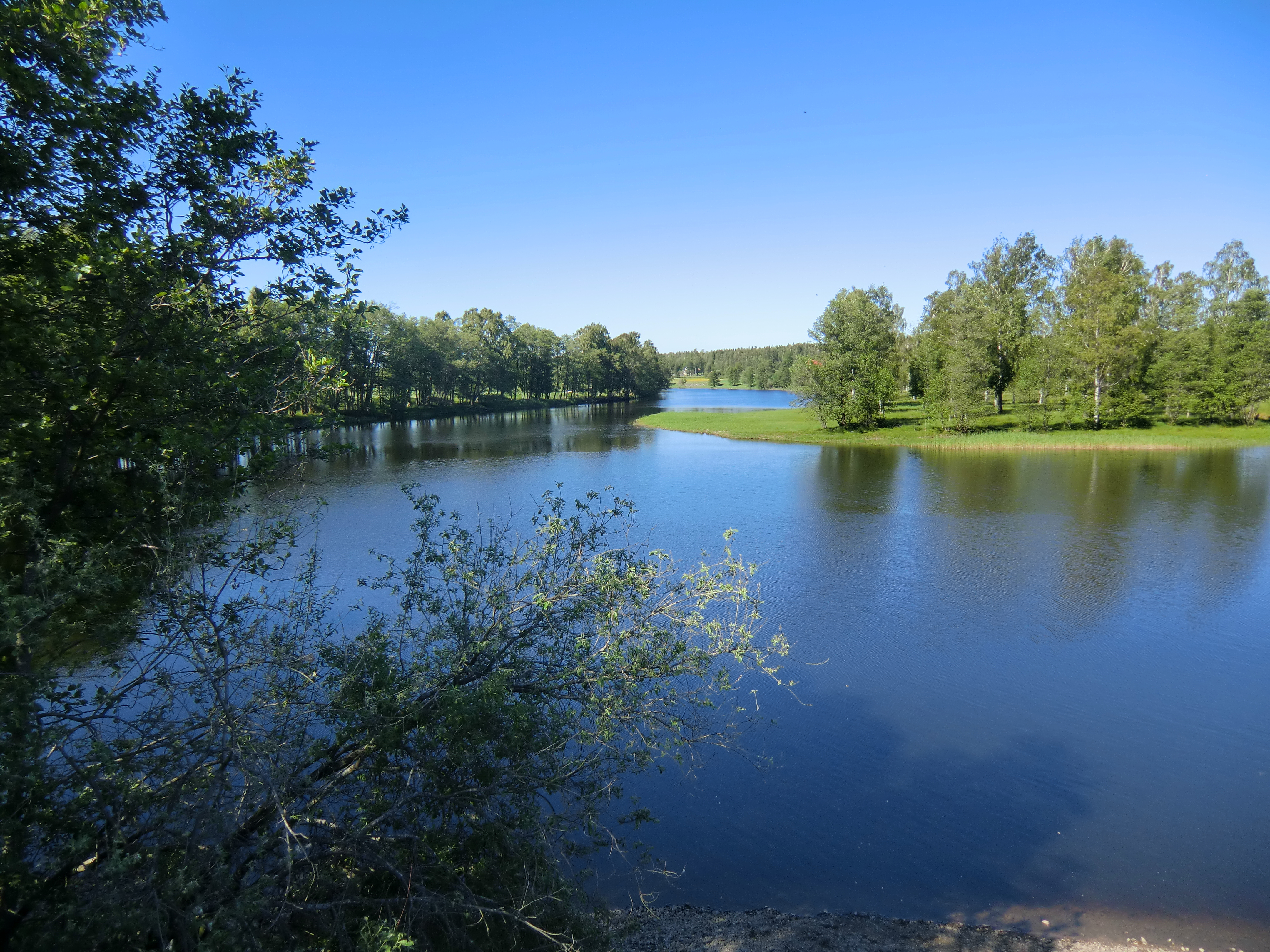
Ріка Гулльспонгсельвен

## Виноски
1. ↑  Folkmangd i riket, lan och kommuner (шв.) . Центральне бюро статистики Швеції. Архів оригіналу за 20 серпня 2013. Процитовано 24 лютого 2013.